# 스칼라 프로세서
스칼라 프로세서(Scalar processor)는 한 번에 하나의 데이터(일반적으로 정수나 부동소수 숫자를 의미한다.)를 처리하는 CPU로 가장 단순한 방식의 프로세서를 말한다. 벡터 프로세서가 한 번에 여러 개의 데이터를 처리할 수 있는 것과는 대조적이다.

## 같이 보기
- 명령어 파이프라인
- 병렬 컴퓨팅
- 슈퍼스칼라